# التعليم في اليونان
التعليم في اليونان مركزي ومنظم من طرف وزارة التربية والشؤون الدينية في كل الأطوار التعليمية. تختص الوزارة بمراقبة المدارس العمومية، سن القوانين، تنظيم الميزانية، تنسيق الامتحانات الوطنية للقبول في الجامعة، وضع المناهج التعليمية، توظيف مدرسي المدارس العمومية، وغيرها من المهام.
تمارس الوزارة سلطتها من خلال مكاتب وحدات التعليم العمومي الجهوية، وتدعى هذه المكاتب بالمديريات الجهوية للتعليم الأساسي والثانوي. التعليم العمومي مجاني، وهناك بعض التلاميذ الذين لديهم الحق في كتب مدرسية مجانية.
حوالي 25% من برامج ما بعد التخرج الجامعية مجانية، وحوالي 30% من الطلبة مؤهلين للإعفاء من الرسوم الدراسية.
يتكون التعليم في اليونان من ثلاثة أطوار. الطور الأول هو الطور الابتدائي، ويدوم لستة سنوات من سن السادسة لغاية سن الثانية عشرة، يليه الطور الثانوي، والذي ينقسم بدوره إلى مرحلتين: الجيمنازيوم الإلزامي لثلاثة سنوات، والليسيوم غير الإلزامي لثلاثة سنوات. يتمثل الطور الثالث في التعليم العالي.
تضم أيام عطل المدارس عيد الميلاد، عيد الاستقلال، عيد الفصح، العيد الوطني، أعياد وطنية أخرى، عطلة الصيف من ثلاثة أشهر، وعطل محلية تختلف من منطقة لأخرى.
زيادة عن التعليم النظامي، أغلب التلاميذ يشاركون في حصص دروس خاصة في مؤسسات تدعى بـfrontistiria. تحضر هذه المؤسسات التلاميذ لامتحانات القبول في الجامعة، التعليم العالي، واللغات الأجنبية.

## مخطط النظام التعليمي
| التعليم الإلزامي | التعليم الإلزامي | التعليم الإلزامي             |
| الصف الدراسي     | السن             | الطور التعليمي               |
| ---------------- | ---------------- | ---------------------------- |
| ما قبل الحضانة   | 4–5              | ما قبل المدرسي               |
| الحضانة          | 5–6              | ما قبل المدرسي               |
| الصف الأول       | 6–7              | الابتدائي                    |
| الصف الثاني      | 7–8              | الابتدائي                    |
| الصف الثالث      | 8–9              | الابتدائي                    |
| الصف الرابع      | 9–10             | الابتدائي                    |
| الصف الخامس      | 10–11            | الابتدائي                    |
| الصف السادس      | 11–12            | الابتدائي                    |
| الصف السابع      | 12–13            | الثانوي الأدنى (الجيمنازيوم) |
| الصف الثامن      | 13–14            | الثانوي الأدنى (الجيمنازيوم) |
| الصف التاسع      | 14–15            | الثانوي الأدنى (الجيمنازيوم) |

| التعليم غير الإلزامي | التعليم غير الإلزامي | التعليم غير الإلزامي      |
| الصف الدراسي         | السن                 | الطور التعليمي            |
| -------------------- | -------------------- | ------------------------- |
| الصف العاشر          | 15–16                | الثانوي الأعلى (الليسيوم) |
| الصف الحادي عشر      | 16–17                | الثانوي الأعلى (الليسيوم) |
| الصف الثاني عشر      | 17–18                | الثانوي الأعلى (الليسيوم) |

## التعليم ما قبل المدرسي
تشترك أغلب دور الحضانة في نفس البناية مع المدارس الابتدائية. يدوم التعليم ما قبل المدرسي الإلزامي لسنتين. ابتداء من السنة الدراسية 2018–2019، الأطفال البالغون من العمر أربعة سنوات بحلول 31 ديسمبر/كانون الأول ملزمون بدخول الحضانة في سبتمبر/أيلول من نفس العام. تتم التسجيلات في الحضانة خلال مايو/أيار السابق للدخول المدرسي. بعد إنقضاء فترة التسجيلات، لا يحق للأطفال التسجيل أو الالتحاق بدور الحضانة.

## الطور الابتدائي
التعليم الابتدائي إلزامي لمدة ستة سنوات.
خلال العامين الأولين من التعليم الابتدائي، لا يتم تقييم التلاميذ بالنقاط. يبدأ التقييم بالنقاط خلال السنة الثالثة، في حين تبدأ الامتحانات في السنة الخامسة. هذا النظام يعني انتقال آلي من صف للصف الأعلى الموالي. خلال العامين الثالث والرابع يقيم التلاميذ باستعمال سلم من الحروف Α–Δ، أما في العامين الخامس والسادس ينقط التلاميذ باستعمال سلم 1–10.
تبدأ السنة الدراسية في سبتمبر/أيلول وتنتهي في يونيو/حزيران. يبدأ اليوم الدراسي على 08:15 صباحا وينتهي على 13:15 زوالا.
بعد الانتهاء من التعليم الابتدائي، يمنح التلاميذ شهادة مغادرة المدرسة الابتدائية (باليونانية Απολυτήριο Δημοτικού) والتي تسمح لهم بدخول التعليم الثانوي الأدنى.

### منهاج التعليم الابتدائي
منهاج التعليم الابتدائي خلال السنة الدراسية 2020-2021 
| المادة                                        | الحجم الساعي الأسبوعي | الحجم الساعي الأسبوعي | الحجم الساعي الأسبوعي | الحجم الساعي الأسبوعي | الحجم الساعي الأسبوعي | الحجم الساعي الأسبوعي |
| المادة                                        | الصف الأول            | الصف الثاني           | الصف الثالث           | الصف الرابع           | الصف الخامس           | الصف السادس           |
| --------------------------------------------- | --------------------- | --------------------- | --------------------- | --------------------- | --------------------- | --------------------- |
| اللغة اليونانية                               | 9                     | 9                     | 8                     | 8                     | 7                     | 7                     |
| الرياضيات                                     | 5                     | 5                     | 4                     | 4                     | 4                     | 4                     |
| الفيزياء                                      |                       |                       |                       |                       | 3                     | 3                     |
| التاريخ                                       |                       |                       | 2                     | 2                     | 2                     | 2                     |
| الجغرافيا                                     |                       |                       |                       |                       | 2                     | 2                     |
| الديانة                                       |                       |                       | 2                     | 2                     | 1                     | 1                     |
| التربية البدنية                               | 3                     | 3                     | 3                     | 3                     | 2                     | 2                     |
| دراسات الوسط                                  | 3                     | 3                     | 2                     | 2                     |                       |                       |
| الدراسات الاجتماعية والسياسية                 |                       |                       |                       |                       | 1                     | 1                     |
| اللغة الأجنبية الأولى: الإنجليزية             | 2                     | 2                     | 3                     | 3                     | 3                     | 3                     |
| اللغة الأجنبية الثانية: الألمانية أو الفرنسية |                       |                       |                       |                       | 2                     | 2                     |
| دراسات الحاسوب والاتصال                       | 1                     | 1                     | 1                     | 1                     | 1                     | 1                     |
| الفن                                          | 2                     | 2                     | 1                     | 1                     | 1                     | 1                     |
| الموسيقى                                      | 1                     | 1                     | 1                     | 1                     | 1                     | 1                     |
| المسرح                                        | 1                     | 1                     | 1                     | 1                     |                       |                       |
| فترة زمنية إضافية                             | 3                     | 3                     | 2                     | 2                     |                       |                       |
| المجموع الساعي الأسبوعي                       | 30                    | 30                    | 30                    | 30                    | 30                    | 30                    |

## الطور الثانوي

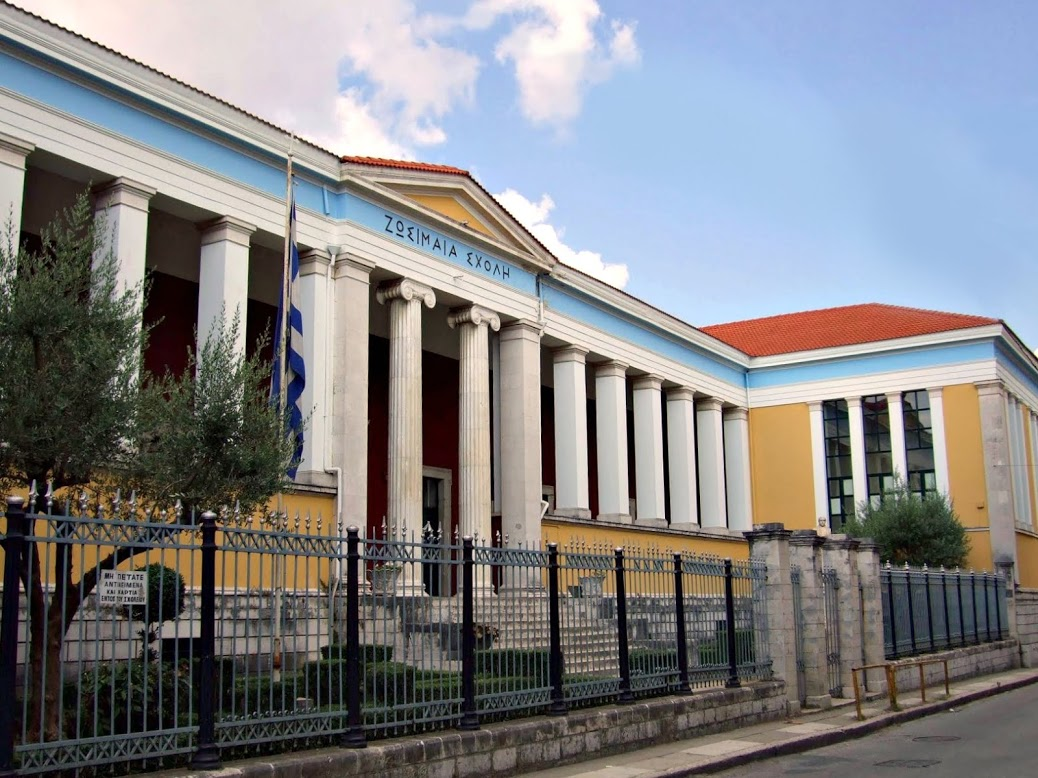
ثانوية زوسيمايا في يوانينا، واحدة من أقدم الثانويات في البلاد.

### الجيمنازيوم
الجيمنازيوم هو التعليم الثانوي الأدنى، وهو إلزامي لجميع التلاميذ.
لدخول الجيمنازيوم، يحب على التلاميذ الحصول على شهادة التعليم الابتدائي، وأن لا يتجاوز سنهم السادسة عشرة. لا توجد امتحانات قبول خاصة بدخول الجيمنازيوم. تبدأ الدروس في سبتمبر/أيلول وتنتهي في أواخر مايو/أيار، ثم يجري التلاميذ امتحانات آخر العام في شهر يونيو/حزيران. بعد الانتهاء من الجيمنازيوم، يحصل التلاميذ على شهادة مغادرة الجيمنازيوم (باليونانية Απολυτήριο Γυμνασίου) والتي تمكنهم من دخول التعليم الثانوي الأعلى أو الليسيوم.
يدوم التعليم في الجيمنازيوم ثلاثة سنوات، ويتراوح عمر التلاميذ عادة بين الثانية عشرة في العام الأول، والخامسة عشرة في العام الأخير.
هناك عدة أنواع من مؤسسات الجيمنازيوم في اليونان:
- الجيمنازيوم العادي
- جيمنازيوم الدروس المسائية
- الجيمنازيوم الكنسي
- جيمنازيوم التعليم متعدد الثقافات
- الجيمنازيم التجريبي (يجب على التلاميذ إجراء امتحانات في الرياضيات، العلوم، فهم القراء، والكتابة قبل الحصول على القبول من هذا النوع من الجيمنازيوم)
- الجيمنازيوم-الليسيوم المهني الخاص المدمج (تدوم الدراسة فيه أربعة سنوات)
- جيمنازيوم الموسيقى (يحب على التلاميذ إجراء امتحانات على آلة موسيقية قبل الحصول على القبول)
- جيمنازيوم الفنون (يحب على التلاميذ إجراء امتحانات في الفنون، الرقص، أو المسرح قبل الحصول على القبول)

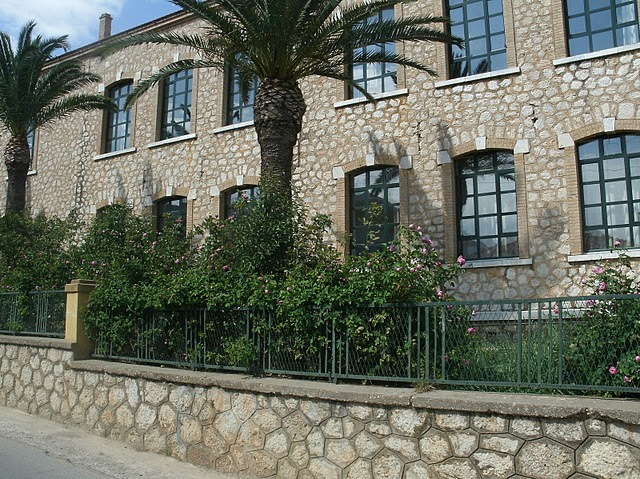
المدرسة العمومية في أستروس، بنيت في عام 1915.

#### المواد المدرسة في الجيمنازيوم
من المنهج الدراسي الوطني لعام 2019-2020.
| المادة                                        | الحجم الساعي الأسبوعي | الحجم الساعي الأسبوعي | الحجم الساعي الأسبوعي |
| المادة                                        | الصف الأول            | الصف الثاني           | الصف الثالث           |
| --------------------------------------------- | --------------------- | --------------------- | --------------------- |
| اللغة اليونانية                               | 3                     | 2                     | 2                     |
| الأدب اليوناني                                | 2                     | 2                     | 2                     |
| اللغة الإغريقية                               | 2                     | 2                     | 2                     |
| الأدب الإغريقي                                | 2                     | 2                     | 2                     |
| الرياضيات                                     | 4                     | 4                     | 4                     |
| الكيمياء                                      |                       | 1                     | 1                     |
| الفيزياء                                      | 1                     | 2                     | 2                     |
| علم الأحياء                                   | 1                     | 1                     | 1                     |
| التاريخ                                       | 2                     | 2                     | 2                     |
| الفن                                          | 1                     | 1                     | 1                     |
| الموسيقى                                      | 1                     | 1                     | 1                     |
| التكنولوجيا                                   | 1                     | 1                     | 1                     |
| الجغرافيا وعلم الأرض                          | 1                     | 2                     |                       |
| الاقتصاد المنزلي                              | 2                     |                       |                       |
| الدراسات الدينية                              | 2                     | 2                     | 2                     |
| دراسات الحاسوب                                | 1                     | 1                     | 1                     |
| التربية البدنية                               | 2                     | 2                     | 2                     |
| الدراسات الاجتماعية والسياسية                 |                       |                       | 2                     |
| اللغة الأجنبية الأولى: الإنجليزية             | 2                     | 2                     | 2                     |
| اللغة الأجنبية الثانية: الألمانية أو الفرنسية | 2                     | 2                     | 2                     |
| المجموع الساعي الأسبوعي                       | 32                    | 32                    | 32                    |

### الليسيوم
الليسيوم أو التعليم الثانوي الأعلى هو تعليم غير إلزامي يدوم ثلاثة سنوات. يشترط دخول الليسيوم أن يكون التلميذ حاصل على شهادة مغادرة الجيمنازيوم، وأن لا يتجاوز عمره العشرين عاما. بعد الانتهاء من الليسيوم، يحصل التلاميذ على شهادة التعليم الثانوي (باليونانية Απολυτήριο Λυκείου)، وإضافة لهذه الشهادة، يجب على التلاميذ اجتياز امتحان وطني يدعى بـΠανελλαδικές Εξετάσεις من أجل دخول الجامعة.
تتولى وزارة التربية مسؤولية تحضير الامتحان الوطني، ويشمل الامتحان اختبارات في أربعة مواد. معدل القبول في الجامعة يأخذ بعين الاعتبار كلا من النقاط المحصل عليها في الامتحان، والمعدلات السنوية الثلاثة للليسيوم.
نظام التقييم في الثانويات هو سلم من عشرين نقطة.
يترواح عمر التلاميذ في مرحلة الليسيوم بين الخامسة عشرة في العام الأول والثامنة عشرة في العام الثالث.
هناك عدة أنواع من مؤسسات الليسيوم في اليونان:
- الليسيوم العام: ظهر في عام 1976، وهناك نوع آخر مواز خاص بالدروس المسائية (تدوم الدروس المسائية من 18.00 مساء للـ22:30 ليلا، أما في الليسيوم العام الاعتيادي تدوم الدروس من 08.15 صباحا للـ14.00 زوالا).[17]
- الليسيوم التجريبي: ظهر في عام 1995، ويجب على التلاميذ إجراء امتحانات في الرياضيات، العلوم، فهم القراء، والكتابة للحصول على القبول.
- ليسيوم الفنون: ظهر في عام 2006، ويجب على التلاميذ إجراء امتحان في الفنون، الرقص، أو المسرح للحصول على القبول.
- ليسيوم الموسيقى: ظهر في عام 1988، ويجب على التلاميذ إجراء امتحان على آلة موسيقية للحصول على القبول.
- ليسيوم التعليم متعدد الثقافات: ظهر في عام 2018.
- الليسيوم المهني: ظهر في عام 2006، وهناك نوع آخر مواز خاص بالدروس المسائية.
- الليسيوم الكنسي: ظهر في عام 2006.
- الجيمازيوم-الليسيوم المهني الخاص المدمج: تدوم الدراسة فيه أربعة سنوات (وهو نفس النوع المذكور سابقا في أنواع مؤسسات الجيمنازيوم).

يختار التلاميذ من بين ثلاث توجهات تعليمية في الليسيوم: العلوم الإنسانية، العلوم وعلوم الصحة، والاقتصاد وعلم الحاسوب.

#### المواد المدرسة في الليسيوم
من المنهج الدراسي الوطني لعام 2020-2021.
| المادة                                        | الحجم الساعي الأسبوعي | الحجم الساعي الأسبوعي | الحجم الساعي الأسبوعي |
| المادة                                        | الصف الأول            | الصف الثاني           | الصف الثالث           |
| --------------------------------------------- | --------------------- | --------------------- | --------------------- |
| اللغة والأدب اليوناني                         |                       |                       | 6                     |
| اللغة اليونانية                               | 2                     | 2                     |                       |
| الأدب اليوناني                                | 2                     | 2                     |                       |
| الأدب الإغريقي                                | 5                     | 2                     |                       |
| الرياضيات (الجبر)                             | 3                     | 3                     |                       |
| الرياضيات (الهندسة)                           | 2                     | 2                     |                       |
| الكيمياء                                      | 2                     | 2                     |                       |
| الفيزياء                                      | 2                     | 2                     |                       |
| علم الأحياء                                   | 2                     | 2                     |                       |
| التاريخ                                       | 2                     | 3                     |                       |
| الفلسفة                                       |                       | 2                     |                       |
| الدراسات السياسية                             | 2                     |                       |                       |
| الدراسات الدينية                              | 2                     | 2                     | 1                     |
| التربية البدنية                               | 2                     | 2                     | 3                     |
| مدخل لمبادئ علم الحاسوب                       |                       | 2                     |                       |
| تطبيقات علم الحاسوب                           | 2                     | 2                     |                       |
| اللغة الأجنبية الأولى: الإنجليزية             | 3                     | 2                     | 2                     |
| اللغة الأجنبية الثانية: الألمانية أو الفرنسية | 2                     | 1                     |                       |
| ساعات خاصة بالتوجه التعليمي                   |                       |                       | 18                    |
| المجموع الساعي الأسبوعي                       | 35                    | 35                    | 32                    |

إضافة إلى هذا، يدرس التلاميذ ساعات إضافية من مواد معنية حسب توجهم التعليمي (الساعات الخاصة بالتوجه التعليمي). مثلا، تلاميذ توجه العلوم الإنسانية يدرسون ستة ساعات أسبوعيا من التاريخ، في حين تلاميذ توجه العلوم وعلوم الصحة يدرسون ستة ساعات أسبوعيا من الرياضيات.

## التعليم العالي

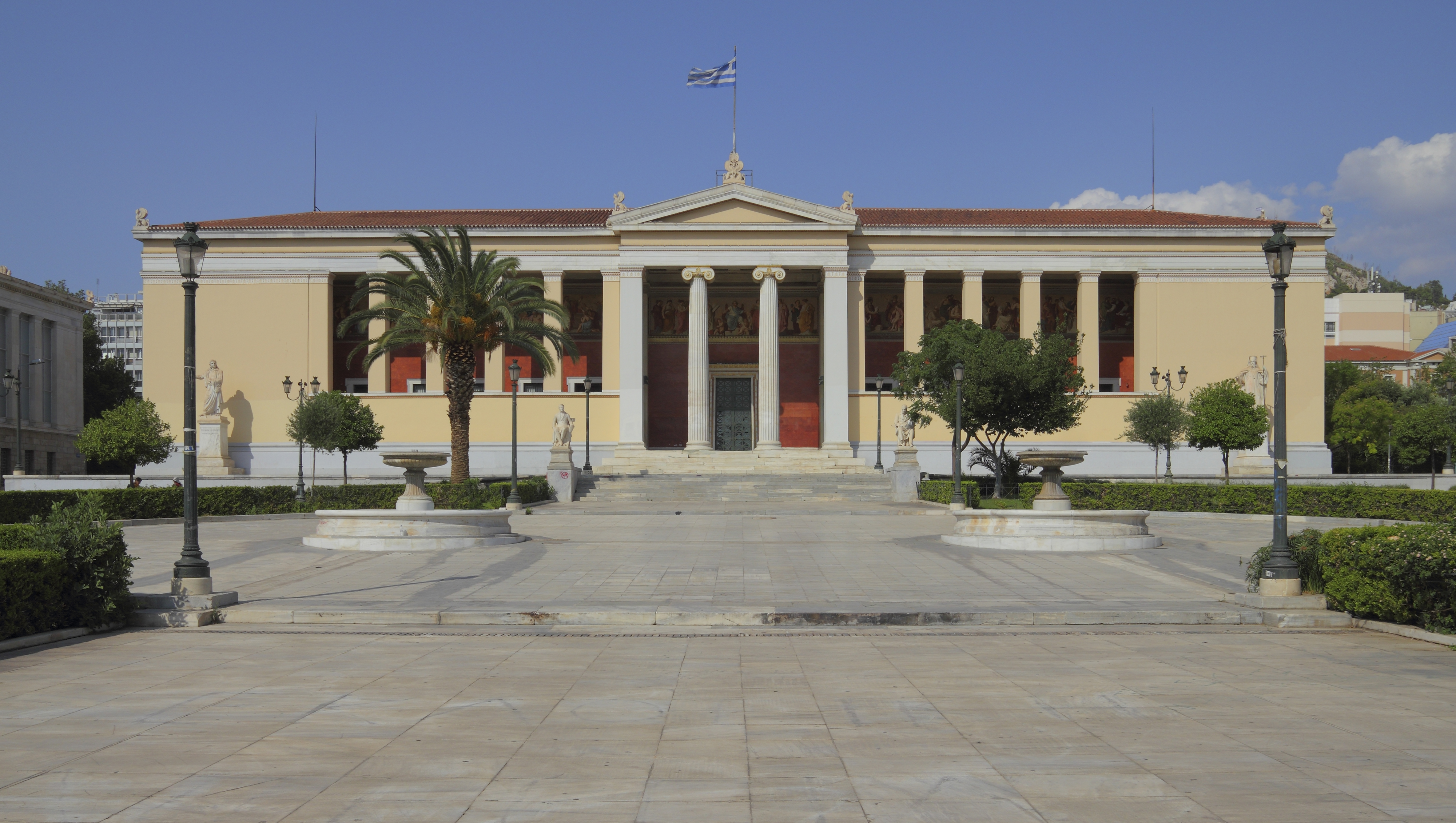
2013 في أثينا، واجهة جامعة أثينا الوطنية وكابوديستريان

تضم مؤسسات التعليم العالي كل من الجامعات والأكاديميات الخاصة (وهذه الأخيرة تعنى أساسا بالجيش). يعفى بعض الطلبة ممن يتوفرون على شروط معينة من الرسوم الدراسية، تكاليف الكتب، والوجبات.
تدوم السنة الجامعية عادة إثنين وثلاثين أسبوعا، وهي مقسمة إلى سداسيين من ستة عشرة أسبوعا.
يقدم المركز الجامعي لبرامج الدراسات العالمية (بالإنجليزية UCIPS) والتابع للجامعة الهيلينية العالمية (بالإنجليزية IHU) تخصصات تدرس كاملا باللغة الإنجليزية.
طبقا للمادة 16 من الدستور اليوناني، فإن مؤسسات التعليم العالي الخاصة غير مسموح بها في اليونان، والحكومة تعترف بالشهادات من الجامعات العمومية فقط. هناك بعض الكليات الخاصة بدراسات ما بعد المرحلة الثانوية والتي تحترم شروط وزارة التربية. أغلب هذه الكليات يختص بتقديم برامج تعليمية أجنبية بالتعاون مع جامعات من بلدان أخرى، عادة من المملكة المتحدة، والتي تنتهي بالحصول على شهادات من هذه الجامعات الأجنبية.